# Erdbeben vor Java Juli 2006
Am 17. Juli 2006 kam es um 08:19:28 UTC Uhr (15:19:28 Uhr Lokalzeit) zu einer Naturkatastrophe auf der Insel Java. Ein Seebeben der Magnitude 7,7 ereignete sich vor der Südküste auf halber Strecke zu Weihnachtsinsel (9.254°S, 107.411°O), am Sundagraben etwa 170 km vor Java. Das Beben verursachte einen Tsunami mit einer Wellenhöhe von bis zu 4,6 Metern. Dem Hauptbeben folgten über 20 Nachbeben mit Magnituden zwischen 4,6 und 6,1, die zwei stärksten Nachbeben wiesen Magnituden von 6,0 und 6,1 auf. Die Erschütterungen infolge des schweren Seebebens wurden auf Java kaum wahrgenommen, da der Meeresboden mit nur vergleichsweise geringer Geschwindigkeit aufriss. Zudem hatte sich das Wasser zum Zeitpunkt des Bebens wegen der Ebbe zurückgezogen und hohe, vom Wind aufgepeitschte Wellen verschleierten den durch den heranrollenden Tsunami bedingten Rückzug des Meeres. Augenzeugen zufolge zog sich das Meer an den betroffenen Küstenabschnitten nach dem Beben bis zu 500 Meter weit zurück, so dass der Meeresboden sichtbar wurde. Zahlreiche Menschen suchten daraufhin Zuflucht im Landesinneren. Einige Zeit später sei dann die Flutwelle herangebraust und hätte die Strände mit Wucht überrollt. So wurden die Vorboten des Tsunami weitgehend nicht erkannt.
Schon kurze Zeit nach den ersten Erschütterungen hatte das „Pazifik Tsunami Warnzentrum“ eine Warnung für die Küstenstaaten und die Inseln des Indischen Ozeans, insbesondere Java und Sumatra, herausgegeben. Diese war jedoch von den indonesischen Behörden nicht weitergegeben worden. Das automatische Tsunami-Warnsystem im Indischen Ozean, das nach der Katastrophe des Erdbeben im Indischen Ozean 2004 ins Leben gerufen wurde, war erst im Aufbau begriffen. Vom Tsunami war ein Küstenstrich von etwa 180 km betroffen, das Wasser strömte bis zu einem halben Kilometer weit ins Landesinnere. Somit kam es abermals zu einer Überschwemmungskatastrophe, die 522 Menschen das Leben kostete. 9171 Verletzte, 65 Vermisste und 1623 zerstörte oder beschädigte Gebäude waren die weiteren Folgen. 